# Eriphia smithii
Eriphia smithii är en kräftdjursart som beskrevs av MacLeay 1838. Eriphia smithii ingår i släktet Eriphia och familjen Menippidae. Inga underarter finns listade i Catalogue of Life.